# Alina Ivanova
Alina Ivanova (Unión Soviética, 16 de marzo de 1969) fue una atleta soviética, especializada en la prueba de 10 km marcha en la que llegó a ser campeona mundial en 1991.

## Carrera deportiva
En el Mundial de Tokio 1991 ganó la medalla de oro en los 10 km marcha, con un tiempo de 42:57 segundos que fue récord de los campeonatos, llegando a la meta por delante de la sueca Madelein Svensson y la finlandesa Sari Essayah.